# Jacques-Laurent Agasse

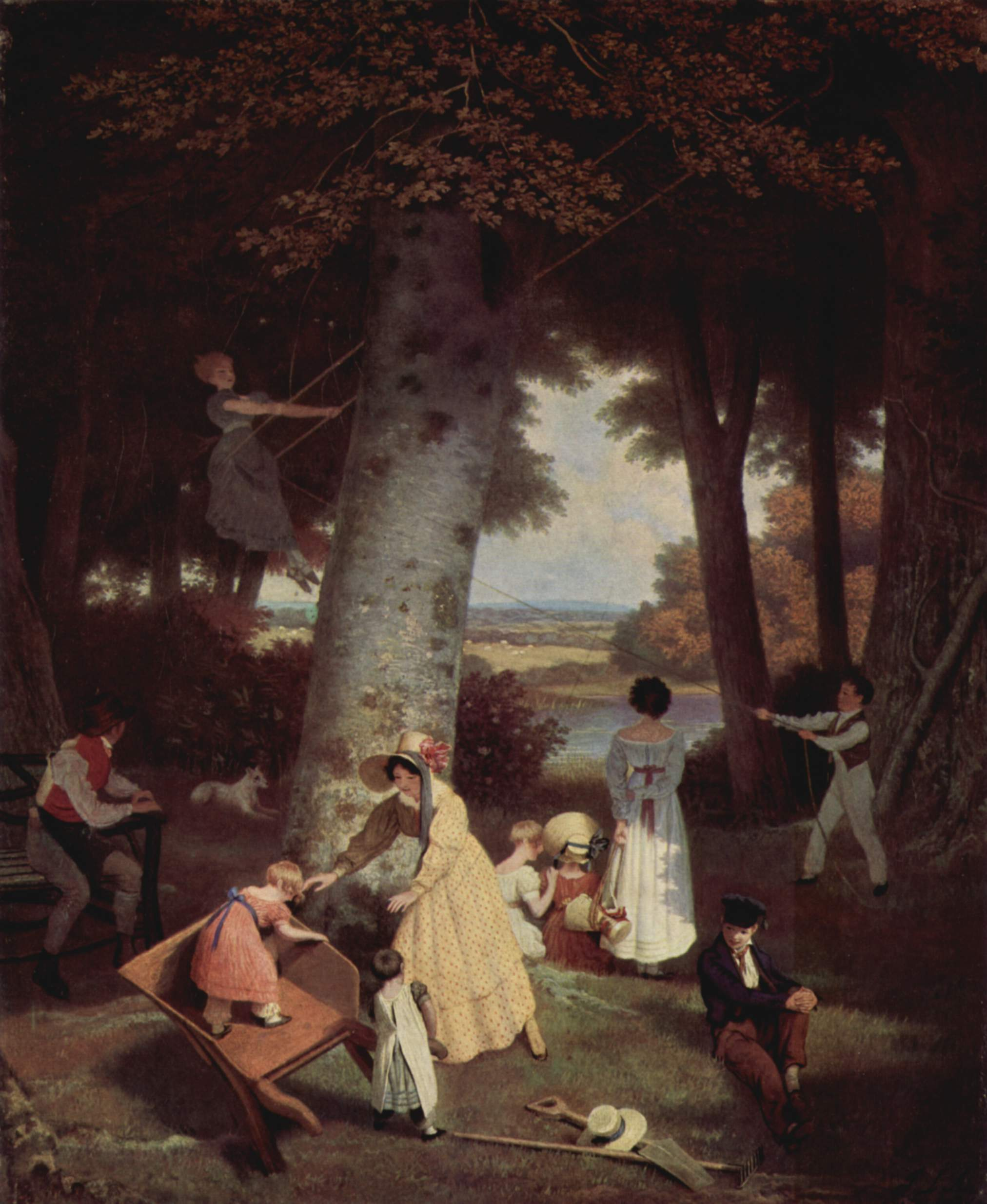
Lugar de recreo (1830).

Jacques Laurent Agasse (Ginebra, 24 de marzo de 1767 - Londres, 27 de diciembre de 1849) fue un pintor suizo.

## Biografía
De antepasados escoceses, estudió en París, siendo discípulo de J.L.David. Más tarde (1800) se estableció en Londres, donde estuvo exponiendo casi medio siglo en la Royal Academy especializándose en retratos ecuestres.

## Obra
Su pintura de animales ejerció gran influencia en los artistas ingleses. Su pincelada fina y los temas al aire libre le convirtieron en el pintor más llamativo del Romanticismo de Ginebra.
- Retrato de Lord Rivers a caballo
- Lugar de recreo
- Retrato de un caballo (1794-1795)